# Noah Allen (futbolista)
Noah James Allen (en griego: Νόα Τζεϊμς Άλεν; Pembroke Pines, Florida, 28 de abril de 2004) es un futbolista estadounidense con nacionalidad griega que juega como defensa en el Inter de Miami de la Major League Soccer.

## Trayectoria
Nacido en Pembroke Pines, Florida de padre estadounidense y madre griega, comenzó su carrera en el Weston F. C. antes de unirse a la academia del Inter de Miami en 2019. Debutó con el equipo de reserva del Inter de Miami, Inter de Miami II, el 3 de octubre de 2020, contra el North Texas S. C. Fue titular y jugó 67 minutos en la derrota del Fort Lauderdale por 0-3.
Debutó en el Inter de Miami el 26 de febrero de 2022 contra el Chicago Fire. El 11 de marzo de 2022, firmó un contrato de jugador de cantera con el Inter de Miami.

## Selección nacional
En enero de 2022 fue incluido en la lista de la concentración de la selección sub-20 de Estados Unidos.
El 3 de marzo de 2025, quedó atado a Grecia gracias a un cambio de asociación aprobado por la FIFA.

## Estadísticas

### Clubes
Actualizado al último partido disputado el 10 de marzo de 2024.
| Club                             | Div.          | Temporada     | Liga  | Liga  | Liga   | Copas nacionales | Copas nacionales | Copas nacionales | Copas internacionales | Copas internacionales | Copas internacionales | Total | Total | Total  |
| Club                             | Div.          | Temporada     | Part. | Goles | Asist. | Part.            | Goles            | Asist.           | Part.                 | Goles                 | Asist.                | Part. | Goles | Asist. |
| -------------------------------- | ------------- | ------------- | ----- | ----- | ------ | ---------------- | ---------------- | ---------------- | --------------------- | --------------------- | --------------------- | ----- | ----- | ------ |
| Inter de Miami II Estados Unidos | 4.ª           | 2020          | 2     | 0     | 0      | —                | —                | —                | —                     | —                     | —                     | 2     | 0     | 0      |
| Inter de Miami II Estados Unidos | 4.ª           | 2021          | 27    | 0     | 1      | —                | —                | —                | —                     | —                     | —                     | 27    | 0     | 1      |
| Inter de Miami II Estados Unidos | 3.ª           | 2022          | 15    | 0     | 4      | —                | —                | —                | —                     | —                     | —                     | 15    | 0     | 4      |
| Inter de Miami II Estados Unidos | 3.ª           | 2023          | 5     | 0     | 1      | —                | —                | —                | —                     | —                     | —                     | 5     | 0     | 1      |
| Inter de Miami II Estados Unidos | Total club    | Total club    | 49    | 0     | 6      | 0                | 0                | 0                | 0                     | 0                     | 0                     | 49    | 0     | 6      |
| Inter de Miami Estados Unidos    | 1.ª           | 2022          | 8     | 0     | 0      | 2                | 0                | 0                | —                     | —                     | —                     | 10    | 0     | 0      |
| Inter de Miami Estados Unidos    | 1.ª           | 2023          | 19    | 1     | 2      | 2                | 0                | 0                | 5                     | 0                     | 0                     | 26    | 1     | 2      |
| Inter de Miami Estados Unidos    | 1.ª           | 2024          | 3     | 0     | 0      | 0                | 0                | 0                | 1                     | 0                     | 0                     | 4     | 0     | 0      |
| Inter de Miami Estados Unidos    | Total club    | Total club    | 30    | 1     | 2      | 4                | 0                | 0                | 6                     | 0                     | 0                     | 40    | 1     | 2      |
| Total carrera                    | Total carrera | Total carrera | 79    | 1     | 8      | 4                | 0                | 0                | 6                     | 0                     | 0                     | 89    | 1     | 8      |

## Palmarés

### Títulos nacionales
| Título             | Equipo         | Sede           | Año  |
| ------------------ | -------------- | -------------- | ---- |
| Supporter's Shield | Inter de Miami | Estados Unidos | 2024 |

### Títulos internacionales
| Título                           | Equipo                                 | País           | Año  |
| -------------------------------- | -------------------------------------- | -------------- | ---- |
| Campeonato Sub-20 de la Concacaf | Selección sub-20 de los Estados Unidos | Honduras       | 2022 |
| Leagues Cup                      | Inter de Miami                         | Estados Unidos | 2023 |